# Phytodietus maculator
Phytodietus maculator är en stekelart som beskrevs av Dmitriy R. Kasparyan och Shaw 2008. Phytodietus maculator ingår i släktet Phytodietus och familjen brokparasitsteklar. Inga underarter finns listade i Catalogue of Life.